# IDisk

iDisk — служба файлового хостинга, представляемого Apple для всех пользователей сервиса MobileMe.
Другими словами: iDisk — это личное пространство для хранения данных на интернет-серверах Apple, которым могут пользоваться подписчики MobileMe.
C 30 июня 2012 года Apple не предоставляет пользователям доступ к iDisk.

## Использование
Хранилище iDisk можно использовать для размещения на нем веб-сайтов пользователя, хранения и создания резервных копий документов, а также предоставления общего доступа к файлам для всех пользователей, подключенных к Интернету.
При использовании этой службы пользователь может хранить в Интернете на iDisk свои цифровые фотографии, фильмы или любые другие личные файлы. При стандартной подписке в сервисе MobileMe пользователь получает 20 Гигабайт дискового пространства службы iDisk.
iDisk интегрируется с macOS и iOS, выступая в качестве сетевого диска.